# Toman
Toman je priimek v Sloveniji in tujini. Po podatkih Statističnega urada Republike Slovenije je na dan 1. januarja 2011 v Slovenji uporabljalo ta priimek 211 oseb.  

## Znani slovenski nosilci priimka
- Ajda Toman, igralka, lutkarica
- Aleksander Toman (1851—1931), agronom, časnikar, urednik in publicist v ZDA
- Anton Valentin Toman (1802—1885), šolnik
- Barbara Ravnik - Toman (*1956), arheologinja, muzealka
- Ignacij Toman (1815—1870), kamnosek, kipar
- Ivanka Toman (1847—1884), dramska igralka
- Mateja Toman, predsednica Društva distrofikov Slovenije
- Mihael Jožef Toman (*1953), biolog, limnolog, univ. profesor (Biotehniška fakulteta, Univerza v Ljubljani)
- Lovro Toman (1827—1870), pravnik, pesnik, poslanec v dunajskem državnem zboru
- Tone Toman (1901—1965), sindikalni delavec, krščanski socialist, nosilec partizanske spomenice 1941
- Veljko Toman (*1944), slikar in restavrator
- Urša Toman Drinovec (*1972), kiparka
- družina kamnosekov Toman (Thomann): Ignacij, Ignacij ml., Peter, Feliks, Anton

## Znani tuji nosilci priimka
- Karel Toman (1877—1946), češki pesnik s pravim imenom Antonín Bernášek